# Коле Пјучо (Латина)
Коле Пјучо је насеље у Италији у округу Латина, региону Лацио.
Према процени из 2011. у насељу је живело 80 становника. Насеље се налази на надморској висини од 20 м.